# Matayba cristae
Matayba cristae är en kinesträdsväxtart som beskrevs av R. Reitz. Matayba cristae ingår i släktet Matayba och familjen kinesträdsväxter. Inga underarter finns listade i Catalogue of Life.